# Kerkythea
Kerkythea ist eine freeware Standalone-Renderengine, die Raytracing und globale Beleuchtung unterstützt. Sie arbeitet mit physikalisch korrekten Materialien und Lichtern.
Das Ziel von Kerkythea ist es, den Prozess des Qualitäts-Renderings zu vereinfachen, indem die nötigen Tools für automatisierte Szenen-Konfiguration wie Render-Einstellungs-Editor, Material-Editor und Echtzeit-3D-Bearbeitung unter einem Interface vereint werden.

## Geschichte
Die Entwicklung der Kerkythea-Anwendung begann im September 2004, wenn auch damals noch eher wenig Zeit darin investiert wurde. Hierbei wurde auf dem Kern und den Programmbibliotheken von Phos, einer älteren Renderengine, aufgebaut, sodass ein großer Teil des Codes bereits getestet und gut strukturiert war.
Etwas mehr als ein halbes Jahr später, im April 2005, war die erste Version von Kerkythea fertiggestellt. Damals gab nur es eine Windows-Version, im Oktober wurde die erste Linux-Version veröffentlicht.
Hauptentwickler der Software ist Ioannis Pantazopoulos.

## Exportmodule
Es existieren fünf offizielle Exportmodule für Kerkythea:
SketchUp
- SU2KT Exportmodul

Blender
- Blend2KT
- Exportmodul ins XML-Format

3D Studio Max
- 3dsMax2KT Exportmodul

GMax
- GMax2KT Exportmodul

(Sortiert nach Anzahl Downloads auf der offiziellen Website von Kerkythea)
Außerdem lassen sich alle Obj- und 3ds-Dateien in Kerkythea importieren.